# AXN Beyond
AXN Beyond a fost un canal de televiziune deținut de Sony Pictures Entertainment în regiunea Asia-Pacific. A fost lansat la 1 ianuarie 2008.